# Olympische Sommerspiele 1948/Teilnehmer (Chile)
| Gelbes Symbol für Goldmedaillen mit stilisierten Olympischen Ringen | Graues Symbol für Silbermedaillen mit stilisierten Olympischen Ringen | Braundes Symbol für Bronzemedaillen mit stilisierten Olympischen Ringen |
| ------------------------------------------------------------------- | --------------------------------------------------------------------- | ----------------------------------------------------------------------- |
| —                                                                   | —                                                                     | —                                                                       |

Chile nahm an den Olympischen Sommerspielen 1948 in London, England, mit einer Delegation von 54 Sportlern (50 Männer und vier Frauen) teil.

## Teilnehmer nach Sportarten

### Basketball
- Herrenteam
6. Platz

- Kader
Andrés Mitrovic
Eduardo Cordero
Eduardo Kapstein
Exequiel Figueroa
Hernán Raffo
Juan José Gallo
Luis Marmentini
Manuel Ledesma
Marcos Sánchez
Roberto Hammer
Victor Mahaña
Eduardo Parra

### Boxen
- Celestino González
Bantamgewicht: 5. Platz

- Manuel Vidella
Federgewicht: 9. Platz

- Eduardo Cornejo
Leichtgewicht: 17. Platz

- Humberto Loayza
Weltergewicht: 9. Platz

- Victor Bignon
Schwergewicht: 9. Platz

### Fechten
- Enrique Accorsi
Florett, Einzel: Vorrunde
Degen, Einzel: Vorrunde

- Ignacio Goldstein
Degen, Einzel: Vorrunde
Säbel, Einzel: Vorrunde

- Andrés Neubauer
Säbel, Einzel: Vorrunde

### Leichtathletik
- Alberto Labarthe
100 Meter: Vorläufe

- Carlos Silva
100 Meter: Vorläufe
4 × 400 Meter: Vorläufe

- Gustavo Ehlers
400 Meter: Vorläufe
4 × 400 Meter: Vorläufe

- Jaime Itlmann
400 Meter: Vorläufe
4 × 400 Meter: Vorläufe

- Enrique Inostroza
Marathon: 15. Platz

- Mario Recordón
110 Meter Hürden: Vorläufe
Zehnkampf: 24. Platz

- Sergio Guzmán
400 Meter Hürden: Vorläufe
4 × 400 Meter: Vorläufe

- Alfredo Jadresic
Hochsprung: 9. Platz

- Carlos Vera
Dreisprung: 23. Platz in der Qualifikation

- Edmundo Zúñiga
Hammerwerfen: 21. Platz in der Qualifikation

- Hernán Figueroa
Zehnkampf: 20. Platz

- Beatriz Kretschmer
Frauen, 100 Meter: Vorläufe
Frauen, 200 Meter: Vorläufe
Frauen, 4 × 100 Meter: Vorläufe

- Annegret Weller-Schneider
Frauen, 200 Meter: Vorläufe
Frauen, 4 × 100 Meter: Vorläufe

- Marion Huber
Frauen, 80 Meter Hürden: Vorläufe
Frauen, 4 × 100 Meter: Vorläufe

- Adriana Millard
Frauen, 4 × 100 Meter: Vorläufe

### Moderner Fünfkampf
- Nilo Floody
Einzel: 9. Platz

- Hernán Fuentes
Einzel: 24. Platz

### Radsport
- Renato Iturrate
Straßenrennen, Einzel: ??
Straßenrennen, Mannschaft: ??

- Mario Masanés
Straßenrennen, Einzel: ??
Straßenrennen, Mannschaft: ??
Sprint: 5. Platz

- Exequiel Ramírez
Straßenrennen, Einzel: ??
Straßenrennen, Mannschaft: ??

- Rogelio Salcedo
Straßenrennen, Einzel: ??
Straßenrennen, Mannschaft: ??

### Schießen
- Roberto Müller
Schnellfeuerpistole: 21. Platz
Freie Scheibenpistole: 40. Platz

- Ignacio Cruzat
Schnellfeuerpistole: 42. Platz
Freie Scheibenpistole: 18. Platz

- P. Peña y Lillo
Schnellfeuerpistole: 47. Platz

- Luis Ruíz Tagle
Freie Scheibenpistole: 37. Platz

### Wasserball
- Herrenteam
13. Platz

- Kader
Teodoro Salah
Luis Aguirrebeña
Isaac Froimovich
Pedro Aguirrebeña
A. Hurtado
José Salah
Svante Törnvall
O. Martínez

### Wasserspringen
- Günther Mund
Springbrett: 26. Platz